# عباس شبلاق
عباس شبلاق (6 يناير 1944) هو أكاديمي فلسطيني، ومؤرخ، وباحث مشارك في مركز دراسات اللاجئين (RSC) في جامعة أكسفورد (وهو المنصب الذي يشغله منذ عام 1992). متخصص في العلاقات بين اللاجئين والدول المضيفة والقانون الإنساني الدولي. خلال السنوات القليلة الماضية، كان يعمل على إعداد ورقة بحثية حول موضوع انعدام الجنسية في المنطقة العربية. أسس مركز شمل للاجئين والمغتربين الفلسطينيين في رام الله، وكان أيضًا أول مدير له. وكان عضوًا في الوفد الفلسطيني إلى محادثات السلام بشأن "مجموعة العمل المعنية باللاجئين".

## الحياة الشخصية
ولد عباس شبلاق في فلسطين في 6 كانون الثاني (يناير) 1944، وبعد أن أنهى دراسته في الأردن وتعليمه الجامعي في مصر وعمله في لبنان، انتقل إلى بريطانيا عام 1975 حيث أكمل دراساته العليا في العلاقات الدولية. ثم واصل مسيرته المهنية في الصحافة المستقلة والدبلوماسية، وطوّر اهتمامه بشؤون اللاجئين والمجتمعات عديمة الجنسية، ويستشار بانتظام من قبل المنظمات الحكومية الدولية والمنظمات غير الحكومية ووكالات الهجرة ومكاتب المحاماة والمؤسسات الأكاديمية ووسائل الإعلام لتقديم المشورة والتعليق على شؤون اللاجئين وانعدام الجنسية. وهو يقيم حاليًا في المملكة المتحدة.

## المنشورات
من مؤلفاته:
- الفلسطينيون في أوروبا؛ اشكاليات الهوية والتكيف.
- هجرة أو تهجير: ظروف وملابسات هجرة يهود العراق.[2]
- يهود العراق: تاريخ.[3]
- The lure of Zion – The Case of the Iraqi Jews (إغراء صهيون: حالة اليهود العراقيين).[4]
- الفلسطينيون في لبنان ومنظمة التحرير الفلسطينية.[5]
- انعدام الجنسية بين اللاجئين الفلسطينيين.[6]
- قرارات جامعة الدول العربية والخاصة باقامة الفلسطينيين في الدول العربية.[7]